# Švédská trojka (film, 1994)
Švédská trojka (v originále Threesome) je americký hraný film z roku 1994, který režíroval Andrew Fleming podle vlastního scénáře. Film s autobiografickými prvky pojednává o soužití tří přátel na vysokoškolské koleji. Snímek měl světovou premiéru na filmovém festivalu Sundance.

## Děj
Na vysokoškolské koleji se v jednom pokoji sejdou plachý, intelektuální Eddy, sebevědomý Stuart a studentka Alex. Správa kolejí totiž usoudila na základě jejího jména, že je muž, a tak jsou nuceni všichni tři žít společně, dokud univerzita neuzná chybu a přesune Alex na ženskou kolej. Stanou se z nich přátelé, mezi nimiž však dojde k citovým vztahům. Alex se zamiluje a neúspěšně se snaží svést Eddyho. Ten však odmítá, protože je zamilovaný do Stuarta. Ten je zamilovaný do Alex, která ho však nechce. Trojice společně úspěšně odradí každého, kdo se pokusí začít si vztah s někým z nich. Nakonec se Alex, Stuart a Eddy dohodnou na sexu ve třech, což však znamená konec jejich dosavadního přátelství. Jejich city vůči sobě ochladnou. O tři týdny později semestr končí. Alex se odstěhuje do bytu a Eddy se přestěhuje na jinou kolej. Eddy si posléze najde přítele, Kdysi přelétavý Stuart žije v monogamním vztahu se ženou a Alex je stále svobodná. Trojice se občas setkává při společných obědech.

## Obsazení
| Josh Charles       | Eddy       |
| Lara Flynn Boylová | Alex       |
| Stephen Baldwin    | Stuart     |
| Alexis Arquette    | Dick       |
| Martha Gehman      | Renay      |
| Mark Arnold        | Larry      |
| Michele Matheson   | Kristen    |
| Joanne Baron       | Curt Woman |